# The Comeback (fútbol americano)
El juego de comodines de la AFC de 1993 de la NFL entre los Bills de Buffalo y los Petroleros de Houston (juego también conocido como "El Regreso") es uno de los juegos más memorables en la historia de la NFL. Este juego presentó a los Bills recuperándose de una desventaja de 32 puntos para ganar en tiempo extra, y aún permanece como el más grande regreso en playoffs la NFL, en la historia de la liga sólo fue superado por el regreso de Minnesota contra Indianapolis el sábado 17 de diciembre de 2022. El partido también es recordado porque fue ganado por el quarterback suplente de los Bills, Frank Reich. Fue jugado en el Rich Stadium, y fue televisado por NBC, con Charlie Jones y Todd Christensen siendo los comentaristas. 

## Antecedentes
Ambos equipos calificaron a postemporada como equipos comodines. 
Los Bills de Buffalo, los campeones de la AFC las dos campañas anteriores, tuvieron una marca de 11-5 durante la campaña de 1992, y terminaron en segundo lugar del Este de la AFC. La ofensiva-sin-reunión de Buffalo lideró la liga en yardas por acarreo (2,436) y fue la 2.a mejor ofensiva general en yardas totales de la liga (6,114 yards).
Mientras, los Petroleros de Houston terminaron en segundo lugar en la ya desaparecida División Central de la AFC con un récord de 10-6. La ofensiva Run & Shoot de Houston lideró a la liga consiguiendo 4,231 yardas por pase; y su defensiva fue la 3.a mejor de la liga, permitiendo solo 4,532 yardas totales. Entre los dos equipos, enviaron ese año a nueve jugadores al Pro Bowl.
Los Bills y los Petroleros ya se habían enfrentado en una ocasión anterior en esa campaña de 1992 (fue el último juego de la campaña regular), con Houston saliendo vencedor por marcador de 27-3, jugando en Houston. Durante ese juego, el quarterback titular de los Bills, Jim Kelly, sufrió una distensión de los ligamentos de la rodilla, terminando el juego el quarterback suplente Frank Reich. Con Kelly fuera por lesión, Reich tomó las riendas del equipo la semana siguiente en el juego de comodines. En esta ocasión, Buffalo fue anfitrión de Houston, ya que finalizó con una mejor marca. Reich también comenzó el siguiente juego divisional en Pittsburgh, el cual Buffalo también ganó por 24-3, avanzando al juego de Campeonato de la AFC, contra los Delfines de Miami.

### Frank Reich y el mayor regreso en la historia del fútbol colegial
En 1984, Reich fue el responsable por lo que se conoce como el mayor regreso en la historia del fútbol colegial. Como el quarterback suplente para los Maryland Terrapins, Reich reemplazó al titular lesionado Stan Gelbaugh y dirigió a los Terrapins de vuelta de un déficit en la primera mitad del juego de 31-0 a una victoria por 42-40 sobre los entonces invictos Huracanes de Miami bajo el mando de Bernie Kosar.

## Resumen del juego

### Primera mitad
La mala suerte de los Bills (la lesión de Kelly), se complicó temprano en la primera mitad del juego, cuando el corredor estelar Thurman Thomas salió del juego por una lesión en la cadera. Thomas fue reemplazado por Kenneth Davis, y Buffalo fue forzado a utilizar un backfield suplente con Reich y Davis en contra de la tercera mejor defensiva de la liga.
Houston temprano dominó el juego, con Warren Moon completando 19 de 22 pases para 220 yardas y 4 touchdowns en la primera mitad; mientras los Petroleros controlaron el balón por 21:12 minutos, manteniendo a la poderosa ofensiva de los Bills fuera del campo de juego la mayor parte de los primeros dos cuartos. En el primer cuarto, Moon completó 6 de 7 pases en una ofensiva de 80 yardas , la cual culminó con el primer touchdown, un pase de 3 yardas para el receptor Haywood Jeffires, para una ventaja de 7-0. Entonces el pateador de Buffalo Steve Christie logró un gol de campo de 36 yardas; Moon llevó a los petroleros a una segunda ofensiva anotadora casi idéntica a la primera, completando 6 de 7 pases en otra ofensiva de 80 yardas, y finalizando con una anotación de 7 yardas, en un pase a Webster Slaughter. Después de forzar a los Bills a un tres-y-afuera, Moon lanzó un pase de anotación de 26 yardas para Curtis Duncan. Más tarde, con 1:15 minutos quedando en el reloj de la primera mitad, los Petroleros obtuvieron otro touchdown, ayudados por una falta marcada en contra de los Bills, en cuarta oportunidad y una yarda por avanzar. Moon completó la ofensiva con su segundo pase a Jeffires, éste de 27 yardas, y los Petroleros salieron al medio tiempo con una ventaja de 28-3.

### Segunda mitad
En los casilleros de los Bills, el coordinador defensivo Walt Corey reprendió con ira a la defensiva. "Les grité las mismas cosas que me gritaban los fans a mi cuando dejamos el campo de juego," dijo Corey. "No puedo repetir las palabras, pero entre mas hablaba, más fuerte lo hacía. Lo que más me molestó fue el enfoque. Para mí, se veían temerosos. Parecía que entendieran los puntos en los que estaban fallando, pero no fueran a hacer nada para corregirlos después. Este es un juego de actitud. A veces comienzas a jugar y tienes miedo de hacer que algo pase o de hacer un error." El tackle nariz Jeff Wright recordó "Con cada palabra que decía Walt, llegaba a un nuevo nivel de temperatura, hasta que finalmente explotó. Tenía todo el derecho para decirnos las cosas que nos reprochó. Estábamos avergonzando a todos; a él, a nosotros mismos y a los fanáticos de los Bills de Buffalo."
Corey decidió cambiar de una defensiva 4-3 a una defensiva 3-4, lo que ayudó a contener la ofensiva por pase de Houston.
Mientras tanto, el entrenador en jefe Marv Levy le dijo a su equipo "Tienen treinta minutos más. Tal vez son los últimos treinta minutos de esta temporada. Cuando acabe la campaña, tienen que vivir con ustedes mismos y mirarse a los ojos. Más vale que tengan una maldita buena razón para sentirse bien, sin importar como termine el juego."
Aparentemente, las palabras de Corey y Levy no tuvieron ningún efecto inmediato. Habían trasncurrido apenas 1:41 minutos en el tercer cuarto, cuando el back defensivo de los Petroleros Bubba McDowell interceptó el primer pase de Reich en la segunda mitad del juego y lo regresó 58 yardas para anotación. Houston ahora tenía una ventaja de 32 puntos, 35-3.
Un comentarista de radio de Houston fue inmortalizado en NFL Films con ésta afirmación: "Las luces están encendidas aquí en el Estadio Rich desde esta mañana; de la forma en que están jugando los Bills, sería mejor que las apagaran."
Los Bills tuvieron mucha suerte para comenzar su regreso al juego, en el siguiente despeje.  El viento alteró el balón un momento antes de ser pateado por Al Del Greco.  Como resultado, se convirtió de un despeje, a una patada muy corta, la cual recuperaron los Bills, dejándolos en con una gran posición de campo, a medio campo.  Buffalo entonces avanzó 50 yardas en 10 jugadas y anotó con un acarreo de 1 yarda de Davis, acortando su déficit a 35-10.  En esa ofensiva en particular, Reich completó un pase de 24 yardas con el ala cerrada Pete Metzelaars y otro de 16 yardas para Andre Reed, mientras Davis mantuvo la ofensiva viva con un acarreo de 5 yardas en 4.a oportunidad y 2 yardas por avanzar, antes de terminar con el acarreo para anotación.
Christie entonces recuperó su propia patada corta (onside kick), y los Bills anotaron en la cuarta jugada de la siguiente ofensiva, con un pase de Reich de 38 yardas para el receptor abierto Don Beebe, dejando el marcador 35-17, faltando 7:46 minutos para terminar el tercer cuarto. (Un factor curioso, es el hecho de que la filmación que posee NFL Films, hecha desde el área de anotación, muestra a Don Beebe pisando afuera del campo de juego, lo cual hubiera invalidado la anotación, ya que al estar afuera del campo, Beebe se convertía en un receptor inelegible.)
Houston fue forzado a despejar por primera vez en el juego en la siguiente serie ofensiva, y el despeje de solo 25 yardas de Greg Montgomery, le dio a Buffalo en la yarda 41 del campo de Buffalo.  Reich comenzó la siguiente ofensiva con un pase de 18 yardas para James Lofton.  Unas jugadas después, un pase de 40 yardas de Reich a Beebe, que terminó en la yarda 1 de Houston, fue anulado por una falta por una salida en falso de Howard Ballard, pero no paró a los Bills.  Davis tuvo un acarreo de 20 yardas, y entonces Reich lanzó otro pase de anotación para Reed, este de 26 yardas, recortando la ventaja a 35-24.  En un lapso de 10 minutos en el tercer cuarto, los Bills hicieron 18 jugadas, ganando 176 yardas, y anotando 21 puntos, mientras la defensiva controló a la ofensiva de los Petroleros, dejando que solo avanzaran 3 yardas en 3 jugadas.
Esta situación no iba a mejorar para Houston. En la primera jugada de la siguiente posesión de Houston, el safety Henry Jones de Buffalo, interceptó un pase de Moon y lo regresó 15 yardas, siendo finalmente tacleado en la yarda 23 del campo de Houston. Tres jugadas después, Buffalo enfrentó una 4.a oportunidad y cinco yardas por avanzar en la yarda 18. En vez de intentar un gol de campo, Reich conectó con Reed para anotación. Con esta anotación, los Bills habían acortado su déficit de 32 puntos a solo 4 en un lapso de solo 6:52 minutos.  En la siguiente ofensiva de los Petroleros, el apoyador Darryl Talley forzó un fumble de Moon mientras lograba la captura del mariscal de campo.  Houston recuperó el fumble, pero fueron forzados a despejar, y otra mala patada de Montgomery (esta de 24 yardas), le dio a Buffalo la posesión del balón en su propia yarda 48.  Al final del tercer cuarto, Buffalo había aplatado a Houston por 28-7, solo dejando a Moon completar 2 de 7 pases, para avanzar únicamente 19 yardas.
Esta vez, los Bills no pudieron tomar ventaja de la excelente posición en la que comenzaron y tuvieron que despejar, y la ofensiva run and shoot de Moon, comenzó a mover el balón de manera efectiva de nuevo, ayudados por una falta por rudeza innecesaria al quarterback de Bruce Smith, que le negó una intercepción al apoyador Carlton Bailey.  A pesar de que Jeff Wright, capturó dos veces a Moon en esa serie ofensiva, Houston logró llegar a la yarda 14 de Buffalo.  Al Del Greco intentó un gol de campo, para incrementar la ventaja de Houston, pero Montgomery soltó el balón al ser centrado.  Talley lo recuperó y lo regresó 70 yardas, pero los árbitros marcaron que la ofensiva de Buffalo comenzaría en la yarda 26, ya que según los oficiales, Talley había tocado el campo con la rodilla (había hecho down) en ese lugar,  Dos jugadas después, los Bills tenían una 3.a oportunidad y 4 yardas por avanzar.  Con la defensiva de Houston jugando en lo profundo, ya que esperaban un pase, Reich le entregó el balón a Davis, quien avanzó rompiendo tacleadas por el medio del campo, ganando 35 yardas.  Solo una tacleada salvadora del back defensivo Steve Jackson evitó que Davis anotara.  Entonces Reich volvió a lanzar el balón, completando un pase corto a Reed en la yarda 17 de los Petroleros en 3.a oportunidad y 2 por avanzar, para conseguir el primero y diez.  Con solo 3:08 minutos en el reloj de juego en el 4.o cuarto, Reich lanzó un pase de anotación para Reed de 17 yardas, dándole la ventaja a Buffalo por primera vez en el partido, por 38-35. Pero Moon logró avanzar en la siguiente ofensiva 63 yardas, lo suficiente para que Al Del Greco consiguiera un gol de campo de 26 yardas, empatando el juego y mandándolo a tiempo extra.  Una jugada clave en esa serie ofensiva fue un pase de Moon a Slaughter para ganar 18 yardas en 4.a oportunidad y 4 yardas por avanzar desde la yarda 34 de los Bills.
Houston ganó el volado y comenzó su ofensiva en su propia yarda 20.  Moon comenzó lanzado dos pases para avanzar 7 yardas, pero su 50.o intento de pase de ese día resultó ser el último.  En 3.a y 3 por avanzar, Moon tiró un pase de 5 yardas hacia Ernest Givens, pero debido a la presión de Talley, Givens no pudo levantar los brazos para alcanzar el intento de pase. El balón pasó por encima de él, directo a los brazos del back defensivo Nate Odomes para lograr una intercepción, la cual regresó 2 yardas. Pero Jeffires cometió una falta castigada con 15 yardas por sujetar la máscara, mientras hacía la tacleada, dándole a los Bills un 1.o y diez en la yarda 20 de Houston.  Después de 2 acarreos de Davis, Christie logró un gol de campo de 32 yardas para la victoria final de Buffalo, por 41-38.   Buffalo ganaría los siguientes dos juegos para llegar al 3.o de sus cuatro apariciones consecutivas en Super Bowl.
Reich finalizó el partido con 21 pases completos de 34 intentos, para conseguir 289 yardas y 4 touchdowns, con 1 intercepción.  Reed atrapó 8 pases para 136 yardas y 3 touchdowns.  Davis corrió para 68 yardas y 1 touchdown, mientras atrapaba 2 pases para 25 yardas y devolviendo una patada para ganar 33 yardas.  Moon completó 36 pases de 50 intentos para 371 yardas y 4 touchdowns, con 2 intercepciones.  Givens atrapó 9 pases para 117 yardas.  Jeffires terminó el juego con 8 pases atrapados para una ganancia de 98 yards y 2 touchdowns.
Al día siguiente, los Petroleros despidieron al coordinador defensivo Jim Eddy y al entrenador de los backs defensivos Pat Thomas. Eddy fue reemplazado por Buddy Ryan.
En conmemoración del juego, el zapato que utilizó Steve Christie para anotar el gol de campo del triunfo es exhibido en el Salón de la Fama de la NFL en Canton, Ohio.

## Resumen del marcador
- HOU - Pase de 3 yardas de Moon a Jeffires (extra de Del Greco) 7-0 HOU
- BUF - Gol de campo de 36 yardas de Christie  7-3 HOU
- HOU - Pase de 7 yardas de Moon a Slaughter (extra de Del Greco) 14-3 HOU
- HOU - Pase de 26 yardas de Moon a Duncan (extra de Del Greco) 21-3 HOU
- HOU - Pase de 27 yardas de Moon a Jeffires (extra de Del Greco) 28-3 HOU
- HOU - Regreso de intercepción de 58 yardas de McDowell (extra de Del Greco) 35-3 HOU
- BUF - Acarreo de 1 yarda por K. Davis (extra de Christie) 35-10 HOU
- BUF - Pase de 38 yardas de Reich a Beebe (extra de Christie) 35-17 HOU
- BUF - Pase de 26 yardas de Reich a Reed (extra de Christie) 35-24 HOU
- BUF - Pase de 18 yardas de Reich a Reed (extra de Christie) 35-31 HOU
- BUF - Pase de 17 yardas de Reich a Reed (extra de Christie) 38-35 BUF
- HOU - Gol de campo de 26 yardas de Del Greco empate por 38 a 38
- BUF - Gol de campo de 32 yardas de Christie 41-38 BUF